# Bucsu
Bucsu (dt.: Butsching) ist eine ungarische Gemeinde im Kreis Szombathely im Komitat Vas. Sie liegt gut zehn Kilometer westlich von Szombathely und ein Kilometer östlich der Grenze zu Österreich.

## Sehenswürdigkeiten

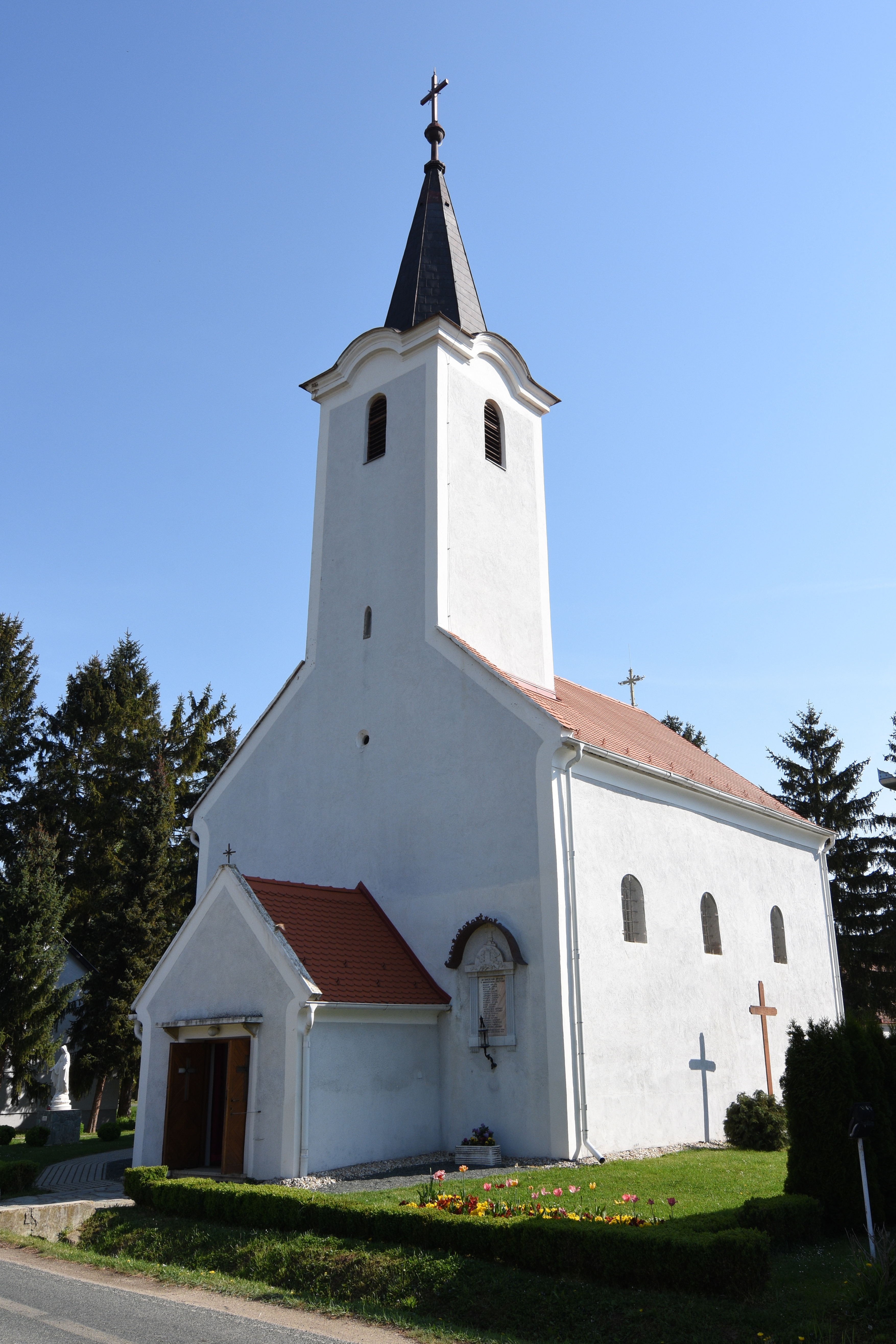
Kirche Bucsu

- Römisch-katholische Kirche Szent Mihály, ursprünglich im 14. Jahrhundert erbaut, im 18. Jahrhundert umgebaut (Barock)
- Reste eines römischen Aquädukts (Római kori vízvezeték)
- Verkehrsgedenkstätte (Közlekedési emlékhely) – ehemalige Haltestelle an der Pinkatalbahn

## Verkehr
Durch Bucsu verläuft die Landstraße Nr. 8717, die südlich des Ortes auf die Hauptstraße Nr. 89 trifft. Der nächstgelegene Bahnhof befindet sich in Szombathely. Die Gemeinde liegt am Radwanderweg Weinidylle.

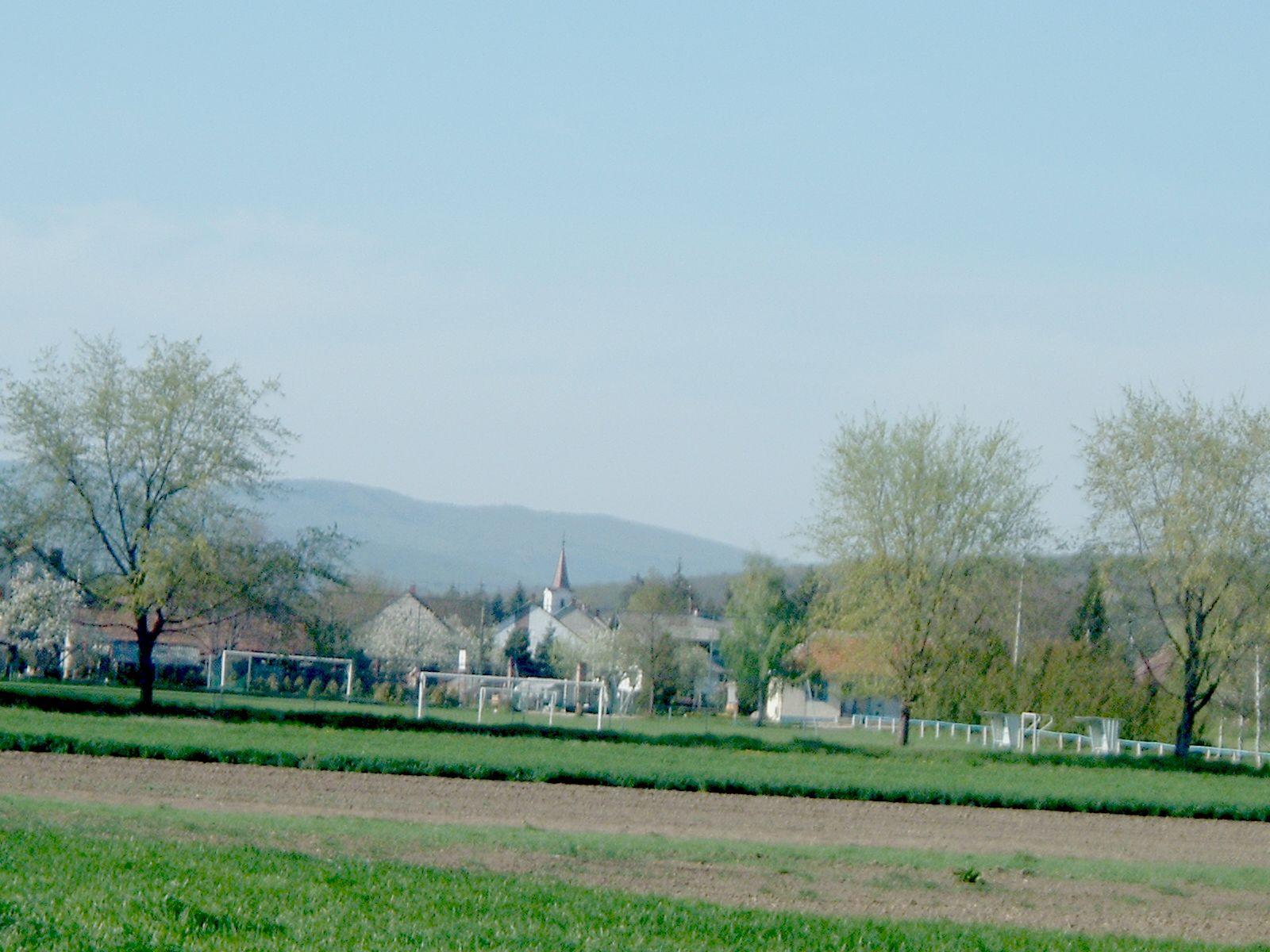
Blick auf Bucsu
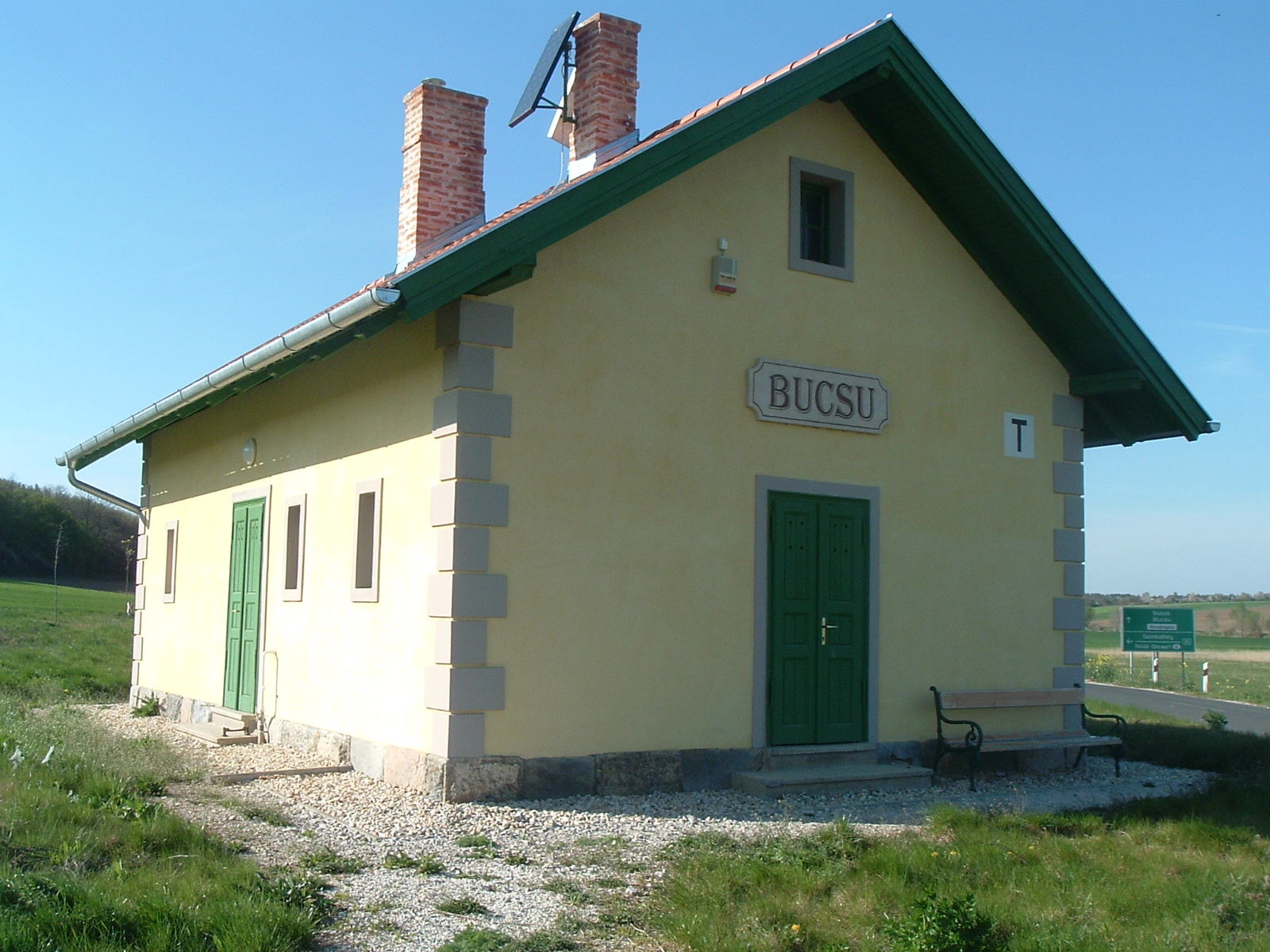
Verkehrsgedenkstätte
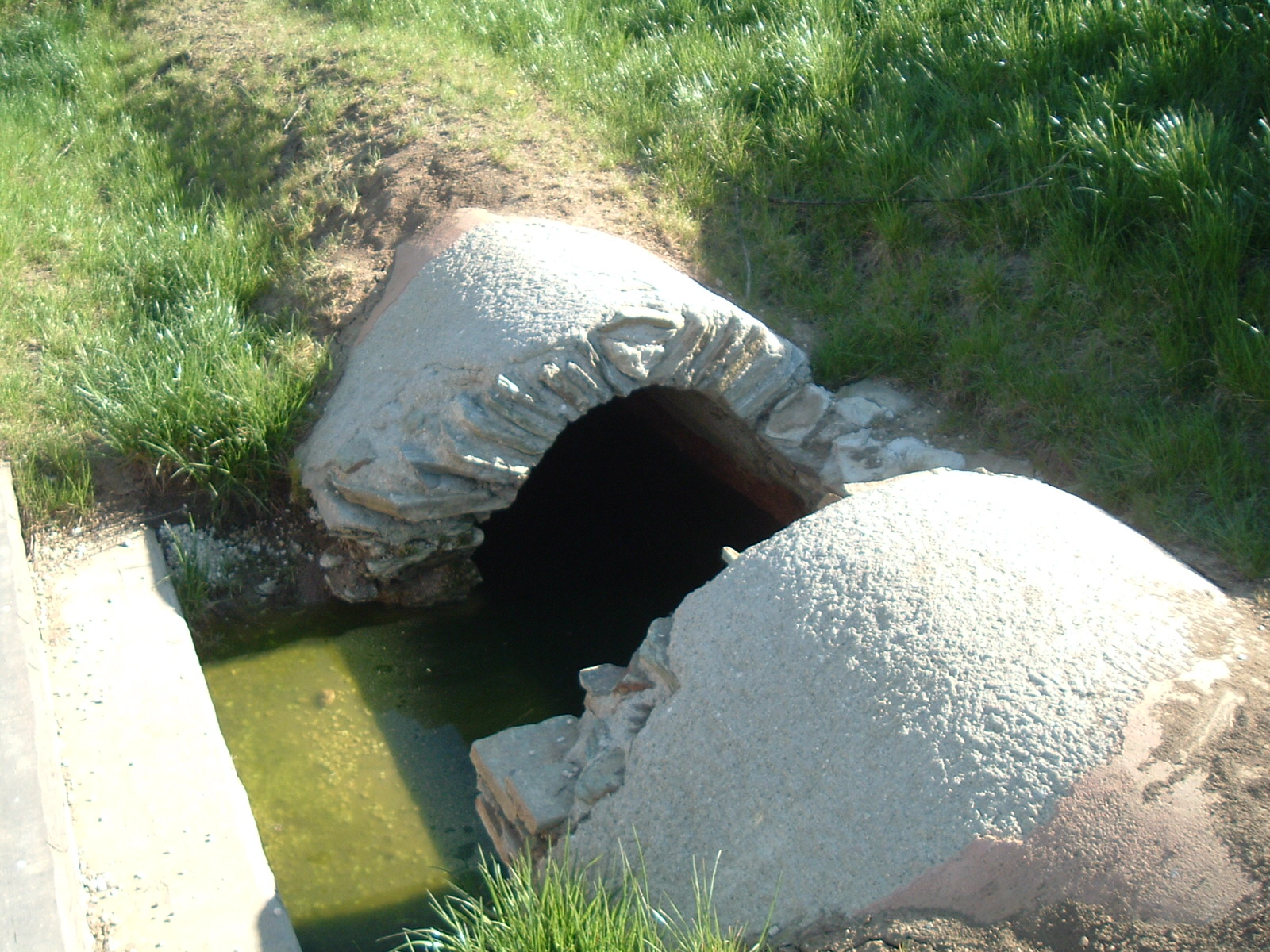
Teil eines römischen Aquädukts